# Butezi
Butezi è un comune del Burundi situato nella regione naturale del Buyogoma e a nord-ovest della provincia di Ruyigi.
A nord confina con la provincia di Karuzi, a sud col comune di Ruyigi e Butaganzwa, a est con il comune di Bweru e a ovest con la provincia di Gitega.
Conta 39.178 abitanti (censimento 2008).

## Geografia antropica

### Suddivisioni amministrative
Il comune è suddiviso in 3 zone e in 15 colline:
1. Butezi
  - Kirasira
  - Nkongwe
  - Rugoti
  - Solero
2. Bwagiriza
  - Bwagiriza
  - Gashurushuru
  - Munyinya
  - Nombe
  - Rubaragaza
  - Rutegama
  - Senga
3. Mubira
  - Mubira
  - Gitwa
  - Mugogo
  - Muyange